# Bobby Zankel
Robert „Bobby“ Zankel (* 21. Dezember 1949 in Brooklyn, New York City) ist ein US-amerikanischer Jazz-Saxophonist (Alt- und Sopransaxophon) und Komponist des Avantgarde Jazz.

## Leben und Wirken
Zankel studierte von 1967 bis 1971 an der University of Wisconsin und nahm Unterricht bei Musikern wie Booker Ervin oder Jimmy Lyons. Er wurde Anfang der 1970er Jahre durch seine Mitwirkung in Cecil Taylors „Unit Core Ensemble“ bekannt. Er arbeitete in dieser Zeit in New Yorks Loft Scene, wo er u. a mit Musikern wie Ray Anderson, William Parker und Sunny Murray spielte.  
Zankel zog 1975 aus familiären und beruflichen Gründen nach Philadelphia, wo er als Begleitmusiker arbeitete, so mit dem Hank Mobley/Sonny Gillete Quintett, mit Jymie Merritts Band Forerunners, der Formation NRBQ, Odean Popes Saxophone Choir und Ruth Naomi Floyd. Außerdem setzte er seine Zusammenarbeit mit Cecil Taylor in Europa fort. 
Zankel studierte daneben Komposition bei Dennis Sandole und betätigte sich seit den 1990er Jahren auch als Komponist; seine Kompositionen wurden von so unterschiedlichen Musikern wie Johnny Coles, Odean Pope, Jamaaladeen Tacuma, Lester Bowie, Marilyn Crispell oder Ralph Peterson aufgeführt. Ab 1991 nahm er auch unter eigenem Namen eine Reihe von Alben, zunächst für Cadence Records, dann für das Avantgardelabel CIMP auf. An seinen Alben wirkten auch Tyrone Brown, Uri Caine, Johnny Coles, Marilyn Crispell und Odeon Pope mit. In Philadelphia war er außerdem in zahlreichen Musik-, Ballett- und Theaterprojekten tätig. Zuletzt spielte er im Dominic Duval Trio mit Joe McPhee und arbeitet mit seiner „little big band“, The Warriors of the Wonderful Sound.

## Diskografische Hinweise
- Seeking Spirit (Cadence, 1991/92) mit Johnny Coles, Odean Pope, Tyrone Brown, Uri Caine, Sumi Tonooka
- Emerging from the Earth (Cadence, 1994) mit John Blake
- Human Flowers (CIMP, 1995) mit Marilyn Crispell, Newman Baker
- Prayer and Action (CIMP, 1996) mit John Swana, Ralph Peterson
- Transcend and Triumph (CIMP, 2001) mit Rick Iannazone, Craig McIver
- Bobby Zankel & The Warriors of the Wonderful Sound at the Tritone in Philadelphia
- Bobby Zankel & the Wonderful Sound 6: Celebrating William Parker @ 65 (Not Two, 2018), mit Steve Swell, Diane Monroe, Dave Burrell, William Parker, Muhammad Ali